# Antonio Jiménez Sistachs
Antonio Jimenèz Sistachs – noto semplicemente come Toni – (La Garriga, 12 ottobre 1970) è un allenatore di calcio ed ex calciatore spagnolo, di ruolo portiere, preparatore dei portieri della nazionale statunitense.

## Carriera

### Club
Dopo essere cresciuto in club minori, nel 1989 passa al Barcellona C dove rimane per un anno.
In seguito milita per due anni nel Figueres ed uno nel Rayo Vallecano.
Nel 1993 approda all'Espanyol dove al primo anno vince la Segunda División e poi si afferma come titolare anche nella Primera División dove milita nel club catalano fino al 1999. Nel 1998 vince il Trofeo Zamora come miglior portiere della Liga.
In seguito passa all'Atlético Madrid dove gioca per due stagioni e mezzo, prima di trasferirsi per alcuni mesi all'Elche ad inizio 2002.
Chiude la carriera nel 2004 dopo un'ultima stagione nuovamente all'Espanyol.

### Nazionale
Nel 1992 ha collezionato una presenza in Nazionale Under 21.
Ha fatto parte della selezione olimpica ai Giochi olimpici del 1992, dove vinse la medaglia d'oro giocando da titolare tutte le partite degli iberici.
Con la Nazionale maggiore ha disputato tre partite tra il 1998 ed il 1999.

## Palmarès

### Club
- Segunda Division: 1

Espanyol: 1993-1994

### Nazionale
- Oro olimpico: 1

Barcellona 1992

### Individuale
- Trofeo Zamora: 2

1993-1994 (Segunda División), 1997-1998 (Liga)